# Batalla de Roatán
La batalla de Roatán o combate de la isla de Roatán fue una batalla librada el 16 de marzo de 1782, entre las fuerzas británicas y españolas por la lucha del control de Roatán, una isla caribeña cerca de la costa de Honduras.
Una fuerza expedicionaria española en virtud de Matías de Gálvez, el Capitán General de la Real Audiencia de Guatemala, obtuvo el control de la isla británica después de bombardear sus defensas principales. La guarnición británica se rindió al día siguiente. Los españoles evacuaron a los soldados capturados, 135 civiles y 300 esclavos, y destruyó el asentamiento, que según ellos se había utilizado como base para la piratería y el corso.
El asalto fue parte de un plan más amplio de Gálvez para eliminar la influencia británica en América Central. A pesar de que se reunió con los éxitos temporales, los británicos fueron capaces de mantener una presencia colonial en la zona.

## Antecedentes
Tras la entrada de España en la Guerra de Independencia de los Estados Unidos en 1779, tanto España como Gran Bretaña impugnan territorios en América Central. Aunque la mayor parte del territorio formaba parte Capitanía General de Guatemala, los británicos habían establecido derechos de explotación forestal en la costa sur de la península de Yucatán (hoy Belice), y había establecido asentamientos informales (que carecen de la autoridad colonial formal) en Mosquitia. El gobernador de Guatemala Matías de Gálvez se había movido con rapidez tras la declaración de guerra, aprovechando un ataque a Cayo Cocina, uno de los asentamientos en las principales islas británicas de la costa de Yucatán. Muchos de los ingleses huyeron de la ocupación de la isla de Roatán, isla controlada por los británicos a unas 40 millas (64 kilómetros) de la costa de Honduras. El comandante británico Edward Marcus Despard utiliza como base Roatán para las operaciones de estilo guerrillero para ampliar y mantener la influencia británica en Mosquitia, y para el corso de operaciones contra buques españoles.
Gálvez, que había sido ordenado por el rey Carlos III a "dislocar a los ingleses de sus asentamientos ocultos en el Golfo de Honduras", comenzó a planificar operaciones ofensivas contra los asentamientos de la parte continental en 1780, después de que los británicos abandonaron su fallida expedición en Nicaragua. Gálvez reunió hasta 15.000 milicianos y recibió el apoyo financiero y logístico de muchas partes del imperio colonial español en las Américas. Por razones logísticas y diplomáticas, no se pusieron en marcha las operaciones hasta después de la victoria estadounidense en el sitio de Yorktown en octubre de 1781. La pérdida británica abrió la posibilidad de que los británicos serían capaces de desplegar tropas a Centroamérica para una mejor defensa de la zona. Los planes de Gálvez eran ataques contra la presencia británica en Islas de la Bahía (Roatán, principalmente), seguido de un barrido a lo largo de la costa para eliminar a los británicos de la parte continental. 
Los hechos que siguieron, en lo que concierne a estas islas, son así narrados por el obispo Peláez: "El 24 de septiembre de 1781 llegaron a Trujillo avisos, los cuales fueron inmediatamente comunicados al gobierno de la Intendencia de Comayagua, de que varios afrodescendientes y otros isleños estaban conspirando, unos 300 hombres, había construido tres fuertes a la entrada del puerto principal de la isla de Roatán, armados con 50 cañones, y que tres embarcaciones británicas armadas cruzaban en el vecindario, el objeto de todo el ser interceptar el naves españolas que navegaban entre el reino de Guatemala y Capitanía general de Cuba.
Se informó que estos filibusteros contaban con 3000 barriles de provisiones para su sustento, y que su objetivo al ocupar el puerto era convertirlo en refugio de sus embarcaciones, a las que ya no se les permitía ir a la Jamaica británica. 
Las tropas del centro de Guatemala se reunieron a principios de 1782 en Trujillo para el asalto a Roatán, mientras que las fuerzas adicionales se trasladaron por tierra desde Nicaragua, Honduras y El Salvador hacia el principal asentamiento británico de Río Negro.
Gálvez llegó a Trujillo el 8 de marzo para organizar el asalto a Roatán. Dejando una fuerza de 600 hombres en Trujillo para acosar aún más a los aliados británicos y sus partidarios, se embarcó a otros 600 soldados a los transportes, y se embarcó para Roatán el 12 de marzo, escoltado por tres fragatas (Santa Matilde , la Santa Cecilia , y la Antíope) y una serie de pequeños buques de guerra armados, bajo el mando del comodoro Enrique Macdonell.
Los residentes británicos de Roatán estaban al tanto de las actuales actividades militares españolas. El principal asentamiento de New Port Royal, fue defendido por los fuertes Dalling y Despard, con 20 cañones. En 1781 se hizo un llamamiento al comandante británico en Bluefields, para el apoyo, pero solo fue capaz de enviar armas adicionales, que no agregan mucho a las defensas de la isla.

## Batalla

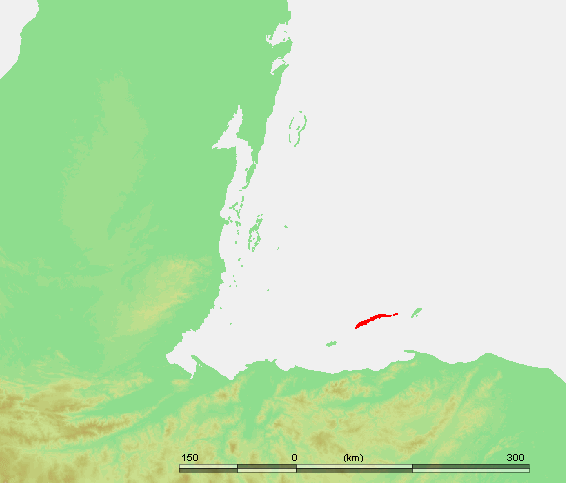
Localización de Roatán

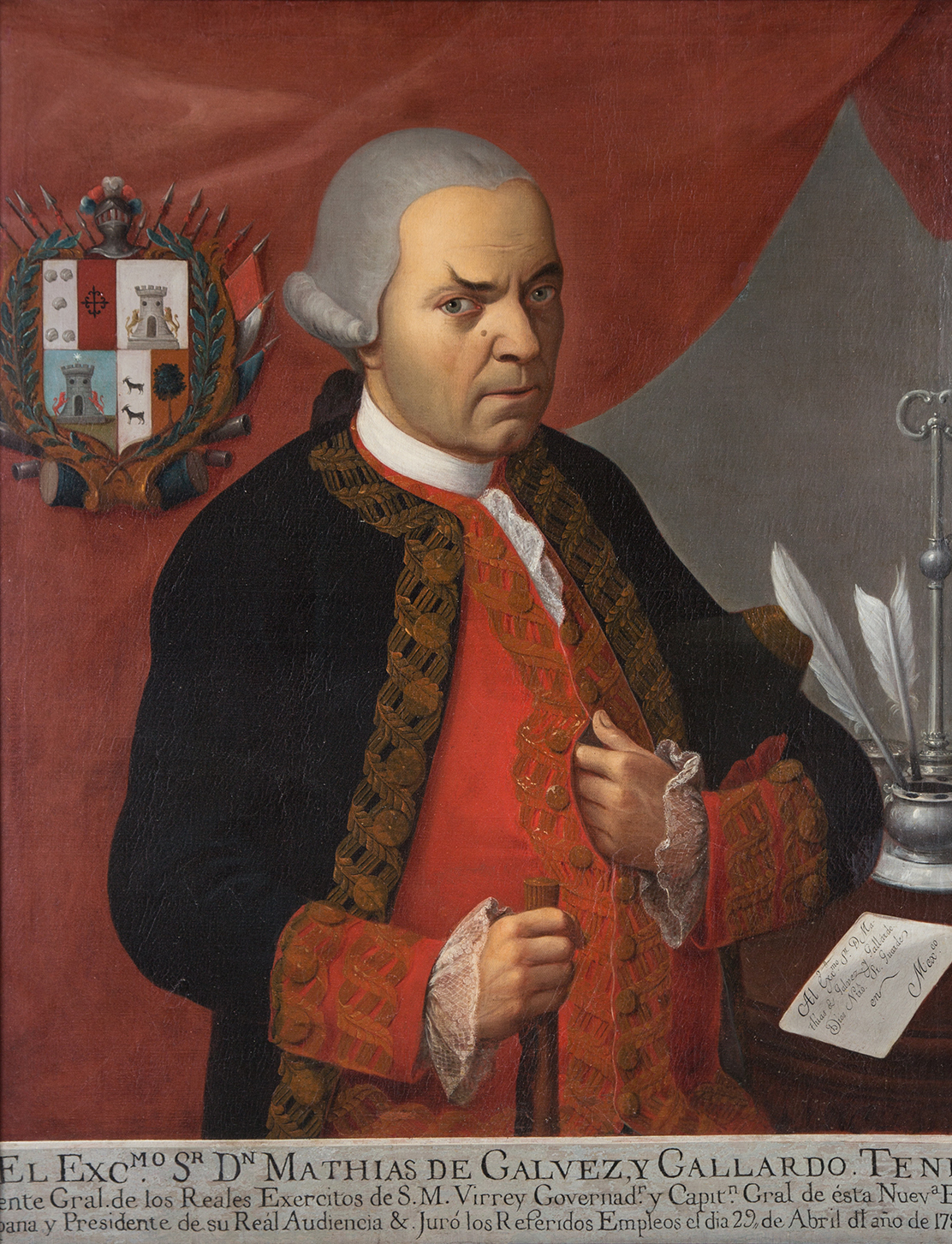
Matías de Gálvez y Gallardo, comandante de la expedición militar española a Roatán

La flota española arribó a principios del 13 de marzo en Roatán, después de que sus defensores dispararon varios cañonazos ineficaces, anclados fuera de rango, mientras que Gálvez envió una partida para solicitar la rendición de los defensores de la isla. Los defensores pidieron seis horas para considerar sus opciones, que Gálvez concedió. Después de que el tiempo había transcurrido, los defensores indicaron que estaban dispuestos a mantenerse firmes, y se negaron a rendirse. El ataque inmediato no fue posible debido a los fuertes vientos y la mar gruesa, por lo que Gálvez entonces realizó un consejo y un plan de ataque formulado.
A las 10:15 del 16 de marzo, las armas españolas abrieron fuego contra los fuertes Dalling y Despard, que protegían la boca del puerto de New Port Royal. Por las 13:00, los cañones británicos habían sido silenciados, y el general de división Gabriel Herbias comenzó el desembarco de tropas. Después de los dos fuertes que fueron asegurados, los buques de guerra españoles entraron en el puerto y comenzaron a destruir la ciudad con los cañones, mientras que la artillería británica disparaba desde posiciones en las colinas de la ciudad. Este intercambio continuó hasta el atardecer, momento en el que los defensores británicos se rindieron. Los españoles tuvieron dos muertos y cuatro resultaron heridos en la batalla, mientras que sólo dos esclavos fueron heridos en el otro lado.

## Consecuencias
Los términos y condiciones de entrega se acordaron al día siguiente. Gálvez y sus hombres permanecieron en la isla durante varios días, recogiendo las armas, deteniendo a los esclavos que habían huido, destruyendo todos los edificios y plantaciones de la isla, así como la quema de muchos de los barcos en el puerto, que se supone que fueron utilizados en el contrabando y el tráfico ilícito. Los españoles abandonaron la isla el 23 de marzo, llevando como prisioneros de guerra, 81 soldados británicos, 300 esclavos y 135 civiles británicos. Los prisioneros fueron enviados a La Habana, donde los esclavos fueron subastados y los demás a cabo de que pudieran ser intercambiados.
Matías de Gálvez fue capaz sólo de forma temporal parcial eliminar las influencias británicas en la zona. Siguió su éxito en Roatán con la captura de Río Negro a principios de abril, pero cualquier intento de avanzar más se estancó. James Lawrie, el comandante en Río Negro, y Edward Marcus Despard fueron recapturados y después liberados tras el fin de la guerra.